# 水野英子
水野 英子（みずの ひでこ、1939年〈昭和14年〉10月29日 - ）は、日本の漫画家。 山口県下関市出身。日本の女性少女漫画家の草分け的存在で、後の少女漫画家達に与えた影響の大きさやスケールの大きい作風から、「女手塚」（女性版手塚治虫）と呼ばれることもある。トキワ荘に居住した漫画家の紅一点。代表作は『星のたてごと』『白いトロイカ』『ファイヤー!』。
2010年、第39回日本漫画家協会賞文部科学大臣賞を受賞。2023年、文化庁長官表彰。

## 概要
手塚治虫の『リボンの騎士』によって少女漫画に初めて長編ストーリーが導入された後、それをさらに発展させ、1960年代までの間に、絵柄、衣装、取り扱うテーマ、ストーリー展開などの点で、第二次世界大戦後のロマンや西部劇や歴史劇の少女漫画、映画的な技法の少女漫画の基本形を確立した漫画家である。特に男女の恋愛を少女漫画で初めて描いた作家といわれる。また、1960年代後半のカウンターカルチャーを真正面から扱ったロック漫画『ファイヤー!』は少女漫画の枠を超えて広い注目を集めた。
漫画史的にみると、手塚治虫が少年漫画で用いたダイナミックで映画的な表現技法を少女漫画に移植し、それを女性ならではの感性で昇華することによって（登場人物の衣装や髪型の緻密な描写、カラー原稿における華やかな色使い、恋愛感情の表現など）、当時の主流だった男性漫画家が描いた少女漫画にはない、女性の視点から描いた新しい少女漫画の世界を創出したとされる。実際に、1950年代から1960年代初頭までは、石森章太郎やちばてつやなどの男性漫画家が少女漫画を描くことが多かったが、水野の登場を契機として女性漫画家が急増し、まもなく、ほとんどの少女漫画は女性によって描かれるようになっていった。
藤子不二雄、石森章太郎、赤塚不二夫といったトキワ荘世代の男性漫画家の多くが手塚治虫に影響を受けたのと同様に、竹宮惠子、萩尾望都、青池保子などの「24年組」や同世代の女性漫画家の多くが、少女時代に水野の作品を読み、大きな影響を受けている。

### 作品活動
元々は文学少女だったが、小学3年生のときに手塚治虫の『漫画大学』に衝撃を受け、漫画家を志す。中学生のころから雑誌『漫画少年』に投稿を続けた。佳作止まりで入賞することはなかった。だが1954年に短編「赤い子馬」が、同誌の選者をしていた手塚治虫の目に留まった。手塚が保存していた水野の投稿作を偶然目にした『少女クラブ』編集者の丸山昭が水野の作品を気に入り、その場で手塚が水野の投稿作を褒めたことから、丸山が水野に原稿を依頼することになった。この時、水野は郷里の下関で漁網会社に就職を決めたばかりであり、デビューからトキワ荘に移るまでは兼業漫画家だった。
1955年、15歳で漫画家としてデビュー。それから3年後の1958年、初の長編連載『銀の花びら』（原作：緑川圭子）で人気を得る一方、石森章太郎、赤塚不二夫と「U・マイア」のペンネームで『赤い火と黒かみ』『星はかなしく』『くらやみの天使』を合作して発表した。この合作のため、水野は郷里の下関から上京し、既に石森と赤塚が住んでいたトキワ荘に入居することになった。トキワ荘に居住している間は、自分の作品の執筆やU・マイア名義の合作以外に、石森のアシスタント的な仕事をすることも多く、石森の作画・表現技法に多大な影響を受け、自分の画力が飛躍的に向上したと回想している。
『銀の花びら』『星のたてごと』『白いトロイカ』などでは、ヨーロッパの古代や中世、帝政時代を舞台に、ダイナミックな物語を華麗な絵柄で構成し、当時の少女漫画の定番だった親子の生き別れ物語や友情物語などの作品とは一線を画した斬新な作風だった。そのため、こうした歴史上の時代を背景にして壮大な西欧ロマンを描いた作品は、しばしば「水野調」と呼ばれるようになった。
1960年に発表した初めてのオリジナル長編『星のたてごと』は、それまで少女漫画ではタブー視されてきた男女の恋愛を初めて描いた作品といわれる。その後1960年代初頭からの少女雑誌の週刊誌化の頃は、編集者の方針によって『麗しのサブリナ』などのアメリカ合衆国のハリウッド映画を下地にした軽快なロマンチック・コメディー路線を展開した。その一方で、少女漫画初の実際の歴史の動きを扱った歴史ロマンとされる『白いトロイカ』を1964年に発表している。
やがて『ブロードウェイの星』等のアメリカ合衆国を舞台にした作品では、黒人差別問題やベトナム反戦運動などの当時の社会テーマが織りこまれるようになっていった。特に1969年から連載した『ファイヤー!』は、当時の少女漫画では珍しく男性が主人公のかつ実験的な作風であり、1960年代後半のヒッピー・ムーブメントやロック音楽に代表されるカウンターカルチャーを通して時代を見つめている。自費で欧米の現地取材を行って描かれたこの作品は 少女漫画の枠を超え、男性読者の注目も集めるとともに少女漫画読者の年齢層を押し上げた。それまでより高年齢層向けのハイティーン向け少女誌『セブンティーン』の創刊時期（半年遅れ）の連載で、最注目作品だったわけでもある。
水野は当時のロック音楽の中で、とりわけピンク・フロイドの幻想的世界への傾倒を語っており、それと共通するように、『ファイヤー！』以降しばらくは、漫画のコマの時空間形式の枠を超えようとする幻想詩的で絵物語的な方向への様式を追及していった。しかしロックがファッションとして定着すると彼女はロックへの興味を無くしたという。
現在、ライフワークとしての大作『ルートヴィヒII世』の執筆を希望しつつも、掲載雑誌が休刊して中断したままとなっている。
また、いわゆる「24年組」が活躍し始める前の時代、最近ではとかく忘れられがちな手塚治虫『リボンの騎士』（1953年）から池田理代子『ベルサイユのばら』（1972年）までの戦後少女漫画の創成期にあたる20年間を語り残そうと、2010年に『トキワ荘パワー！』（祥伝社）を監修・出版した。トキワ荘系統以外の少女漫画家についても同様の本を出したいとしている。
トキワ荘が多くのメディアに取り上げられるようになるにつれ、誤った情報も目に付くようになり、また、トキワ荘に居住した漫画家で健在な者が少なくなってきたこともあり、当時の創作活動や日常生活の様子を正確に伝え残そうと、自身のトキワ荘入居から去るまでの間の出来事を綴った手記『トキワ荘日記』を2009年に自費出版したのをはじめ、近年は関連イベントでの講演やトークショーを積極的に行っている。
2024年には『読売新聞』朝刊のインタビュー連載「時代の証言者」に2月29日付から登場するとともに、画業70周年記念「水野英子展 薔薇の舞踏会」をアートスペース・スカイギャラリー（東京都）を開いた。

### その他
少女漫画で多く見られる「人物の瞳に星をきらめかせて描く」手法の先駆的存在とされる。しかし水野本人はその手法を初めて使ったのは自分ではなく、手塚治虫が『リボンの騎士』でサファイアの瞳に小さい十字の星を使用したと語っている。また、それを引き継いで石森章太郎が『二級天使』で大きな瞳に星を使用していた。なお、1953年『少女クラブ』連載の手塚治虫『リボンの騎士』コミックスの講談社漫画文庫の表紙絵だけだが小さいが目の星がある。
画風の特徴として、ロマンチックストーリーにふさわしく、太さの抑揚のある長く流れる描線による流動的な筆づかいが空間の質感とつながり、これは映画的臨場感や幻想的描写に効果的になっている。
西部劇映画と手塚治虫の西部劇漫画の影響で、昭和30年代前半からジーンズを普段着として愛用していた。当時は一般の日本人にとってジーンズは「労働者の作業着」というイメージしかなく、女性がファッションとして履くことなど想像もできなかった時代なので、トキワ荘に入居した初日にジーンズをはいて男性漫画家達のところへ行くと、皆が驚きのあまり絶句した。
U・マイア名義で合作の仕事をしていた関係で、トキワ荘時代は石森章太郎、赤塚不二夫と親しく、仕事だけではなく日常生活でも行動を共にすることが多かった。しかし石森、赤塚との交流とは対照的に、5～6歳年上の藤子不二雄（安孫子素雄、藤本弘）の2人は「もの静かなお兄様タイプ」で、気軽に話をしたり、部屋を訪ねたりできる雰囲気ではなく、水野は藤子に対しては遠慮ぎみにしていた。
1970年、同業者に声をかけて著作権の勉強会を開いたところ30人以上が集まり、出版社側を慌てさせたことがある。水野が漫画家ユニオンを作ろうとしているといったデマも飛び交い、出版社から嫌われる存在となったが、漫画家が作品の権利を主張する先駆けとなった。
1970年代初頭、『ファイヤー!』の連載終了直後、未婚の母になることを公表し、男子を出産。以後、独りで子供を育て上げるが、育児のための時間的制約から、十数年間にわたり週刊誌での長編連載が不可能となり、仕事を読み切りや月刊誌中心にシフトした。
2009年4月4日、トキワ荘跡地近くに位置する豊島区立南長崎花咲公園に設置された記念碑「トキワ荘のヒーローたち」の除幕式に鈴木伸一、よこたとくおらと出席。記念碑にはトキワ荘に居住した漫画家の1人として自筆の似顔絵とサインが刻まれている。

## 略年譜
- 小学3年生の時に手塚治虫の『漫画大学』に衝撃を受け、漫画家を志す。
- 中学時代、当時唯一新人漫画家を募集していた『漫画少年』に投稿を始める。
- 1955年：3月、『少女クラブ』編集者の丸山昭から原稿の依頼を受ける。同年の『少女クラブ』8月号に1コマ漫画1点と目次ページのカット2点が掲載され、デビュー。
- 1956年：『少女クラブ』6月号に初のストーリー漫画『赤っ毛子馬（ポニー）』を発表。
- 1958年：『少女クラブ』1月号から初の長編連載となる『銀の花びら』（緑川圭子 原作）がスタート。
- 1958年[注釈 9]：3月、上京し、豊島区のトキワ荘の住人となる。10月[注釈 10]、故郷の祖母を心配させまいとトキワ荘を去り一旦帰郷。翌年の春に再び上京し、雑司が谷の下宿先からバスでトキワ荘に通い住人と交流を続けた[31]。
- 1970年：『ファイヤー!』 で第15回小学館漫画賞を受賞。
- 1981年：『ハニー・ハニーのすてきな冒険』がテレビアニメ化。
- 2000年と2002年には手塚治虫文化賞の選考委員を務めた。また、2002年に結成された「私の八月十五日」の会の発起人のひとり。
- 2008年：3月、川崎市市民ミュージアムで開催された展示イベント「少女マンガパワー!―つよく・やさしく・うつくしく―」において、作品展示とトークショーを行った[32]。
- 2009年：自身のまんが人生を綴った自叙伝（未刊）の一部であるトキワ荘時代の章を抜粋し『トキワ荘日記』として自費出版。
- 2010年：執筆した全作品を通じての功績として第39回日本漫画家協会賞文部科学大臣賞を受賞[1]。

## 主な作品
- 銀の花びら（『少女クラブ』講談社、原作は緑川圭子（佐伯千秋[33]）)
手塚治虫のストーリー少女漫画『リボンの騎士』的路線の作品。男装の少女騎士が主人公。
- 星のたてごと（『少女クラブ』講談社）
オリジナルのヨーロッパ古代ファンタジーロマン。ここで水野調の作風ができあがったと見られる[33]。
- すてきなコーラ（『週刊マーガレット』集英社）
映画『麗しのサブリナ』を翻案したもの。少女漫画ラブコメディを確立したものと評する人[誰?]がいる。
- セシリア（『週刊マーガレット』集英社）
映画『ジェニーの肖像』またはその原作を翻案したロマンチックファンタジーSF。
- 白いトロイカ（『週刊マーガレット』1964-1965念、集英社）
少女漫画史上初めて実際の歴史の動きを扱った作品[34]。18世紀末から19世紀初頭の近代化手前のロシア帝政時代が舞台で、近代化欲求への反動が強かった時期に当たる。
- 赤毛のスカーレット（『週刊マーガレット』966年、集英社）
アメリカ農村のコメディ。ジョン=フォード監督の映画『静かなる男』の翻案と見られる。
- ブロードウェイの星（『週刊マーガレット』1967年、集英社）
アメリカにおける黒人差別問題がひとつのテーマとなっている。演劇もの。
- ハニー・ハニーのすてきな冒険（『りぼん』1966-1967年、集英社）
1981年にアニメ化された世界旅行的な冒険風コメディ。
- ファイヤー!（週刊セブンティーン 1969より、集英社）
カウンターカルチャーの風俗・社会性・精神的世界観を描き、幻想性もある作品。アメリカのロック・シンガー、スコット・ウォーカーの作品に触れたことから作者像をイメージして描かれた[35]。主人公は繊細な青(少)年男性で、主要登場人物もほとんどが男性。当時の芸能漫画とは全く違うスケールの大きな視野で展開し、テーマ的にもすでに少女漫画というイメージを大きく超えて青年漫画的である。週刊誌の他に、創刊された月刊誌別冊セブンティーンでも総集編が連載されるなど、当時破格の注目作品だった。
- ホフマン物語（『月刊セブンティーン』集英社）
オペラ曲『ホフマン物語』を元にしたもの。コマを取り払った幻想的作風を追及している。
- アラーの使者（川内康範原作、『ひとみ (雑誌)』秋田書店）
幼年向きだが、コマを取り払った、絵本に近いな構成がら、吹き出しを利用してコマ別と時間の順序を表現した作風。
- フレイヤの涙 （『月刊プリンセス』秋田書店）
- ローヌ・ジュレエの庭（『花とゆめ』白泉社）
- ヴィクトール街31番（『花とゆめ』白泉社）
- 月光石（『プチフラワー』小学館）
- 川の向こうの家（『ビッグコミック』小学館）
- 青燈幻想 （『マンガ少年』朝日ソノラマ）
- ルートヴィヒII世（中公コミックス・スーリ）
中断中。

### 画集
- 『画業65周年 水野英子画集 薔薇の舞踏会』玄光社、978-4-7683-1158-5（2020年3月30日）

### アンソロジー
- 文藝春秋編『少女マンガ大全集－短編にみる魅惑のミクロコスモス』文春文庫ビジュアル版、1988年、ISBN 978-4168110085

## 著書・ムック・WEB
- 水野英子『トキワ荘日記』2009年。（自費出版。公式サイト 水野英子の部屋の通信販売で入手可能。）
- 水野英子『トキワ荘物語』（手塚治虫ほか『まんが トキワ荘物語』祥伝社新書、2012年、ISBN 978-4396112882 に収録）
- 荒俣宏の電子まんがナビゲーター 第7回 水野英子編[リンク切れ]
- トキワ荘パワー！(祥伝社)
トキワ荘に居住した男性漫画家達は当時多くの少女漫画を描いており、そうした作品の中に戦後の少女漫画発展の萌芽が見られると同時に、そこで使用された作画・表現技法が、後に少年漫画に移植され、漫画全体の発展にも大きく寄与したという。
- 『総特集水野英子 自作を語る』図書の家・穴沢優子編、河出書房新社、2022年1月
初の総特集、自作を語るロングインタビュー、作品論ほか（全224頁）
- 『少女マンガはどこからきたの？ 「少女マンガを語る会」全記録』青土社、2023年5月。全349頁（本編335頁＋索引など14頁）

語る会メンバー12名：水野英子(発起人)/上田トシコ/むれあきこ/わたなべまさこ/巴里夫/高橋真琴/今村洋子/ちばてつや/牧美也子/望月あきら/花村えい子/北島洋子【※発起人水野以外はデビュー順】ISBN 978-4791775538

### 解説
- 松本零士『男おいどん』3巻（新版1996年 講談社）
- 藤子・F・不二雄大全集『初期少女・幼年作品』（2011年、小学館）

## メディア出演
- 「近い昔の物語 トキワ荘の人々 漫画家 水野英子」『朝日新聞』1999年4月2,9,16,23,30日 週1回掲載 全5回 - 上京から帰郷までの思い出を語った。
- 『BSマンガ夜話』
  - 『メトロポリス』（2002年4月1日）：ゲスト
  - 『青い空を、白い雲がかけてった』（2004年11月30日）：ゲスト
- 『出没!アド街ック天国』「椎名町」（2009年5月16日）：トキワ荘について話す。
- 「新・家の履歴書：水野英子」『週刊文春』2018年3月15日号、pp.64－67。※ インタビュー記事。
- 「阿川佐和子のこの人に会いたい」第1436回：水野英子『週刊文春』2023年3月30日号，pp.116－121。※ インタビュー記事。
- ［時代の証言者］I LOVE マンガ 水野英子『読売新聞』朝刊 2024年2月19日 -（月曜 - 金曜）

## 関連番組
- BSマンガ夜話
  - 『星のたてごと』（2002年8月7日）：本人出演なし。

## 水野英子を演じた人物
- 杉山佳寿子：『ぼくらマンガ家 トキワ荘物語』1981年
- 松梨智子： トキワ荘の青春、1996年
- 誠子（尼神インター）：『ヒーローを作った男 石ノ森章太郎物語』2018年、日本テレビ